# Gianni Angelo Pedrini
Gianni Angelo Pedrini (Trigolo, 28 marzo 1937 – Cernusco sul Naviglio, 3 novembre 2018) è stato un liutaio italiano, costruttore e restauratore di chitarre classiche, acustiche e mandolini.

## Biografia
Angelo Pedrini, detto Gianni, nasce il 28-03-1937 a Trigolo, un piccolo paese di campagna nei pressi di Cremona.
Da giovanissimo, dopo la scuola, ama frequentare la falegnameria del nonno, nella quale inizia a prendere confidenza con i legni, le tecniche e gli attrezzi da falegname. Molti di questi verranno da lui ereditati e conservati nella futura bottega di liuteria, come sorta di reliquie a testimonianza di un mondo semplice e lontano, nostalgicamente sempre presente nella sensibilità costruttiva dell’artigiano.
Gli spostamenti della famiglia d’origine lo porteranno nei pressi di Milano,a Melzo, dove, una volta sposato, dimorerà con la moglie e i due figli per il resto della vita.
L’incontro con la liuteria avviene in età già matura, per puro caso, come amava spesso raccontare. A quel tempo, erano i primi anni settanta, lavorava come operaio in una ditta che produceva casseforti e aveva regalato una chitarra  al figlio maggiore, nella speranza che questi si appassionasse alla musica. La chitarra aveva bisogno di riparazioni, così s’informò per sapere a quale liutaio rivolgersi e gli venne fatto il nome di Erminio Travi, con bottega in Vignate, a pochi chilometri da Melzo.

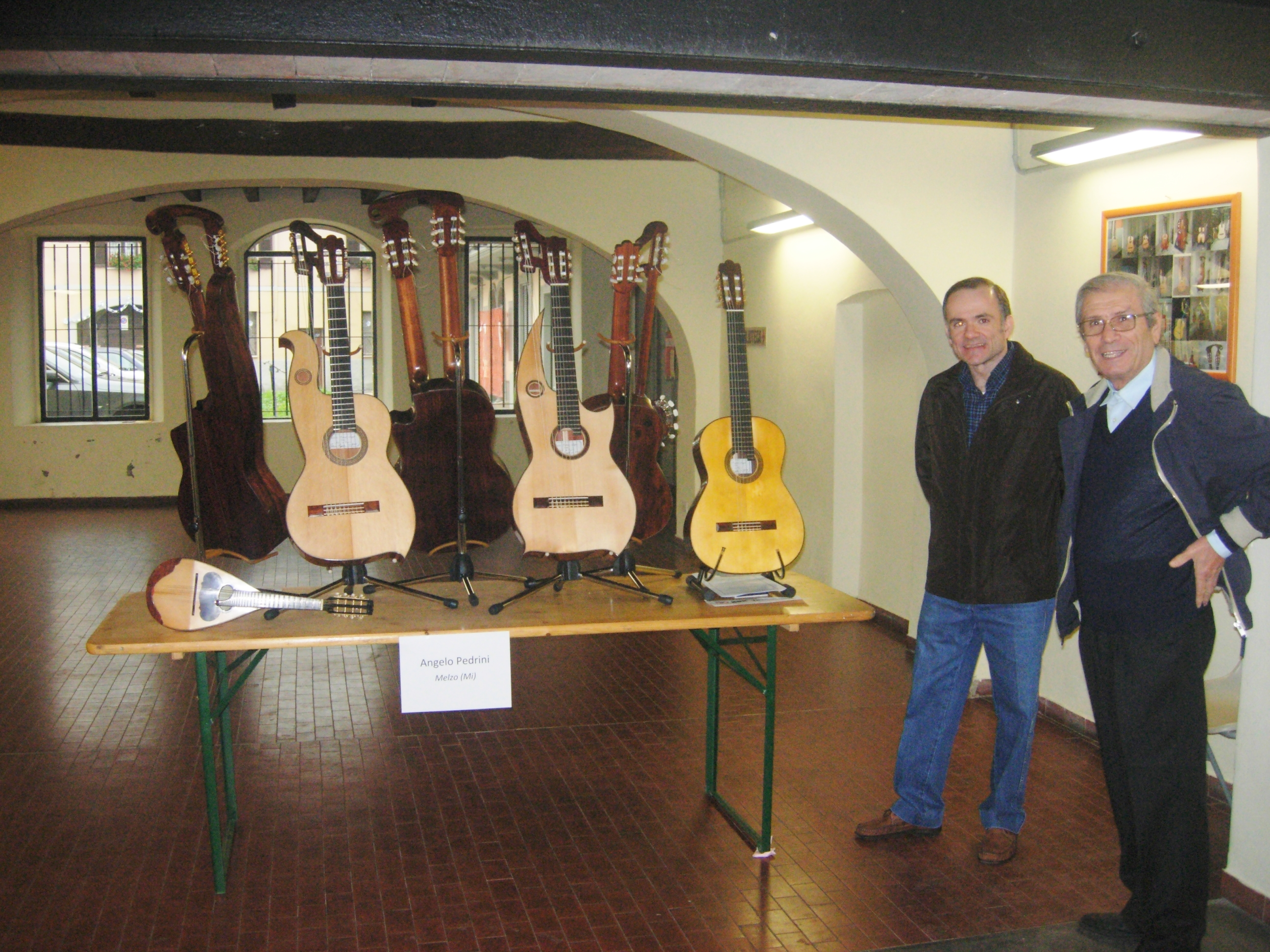
Gianni Pedrini alla mostra di Martinengo (2017)

Il caso volle che Pedrini, sbagliando bottega, entrò in quella del celebre liutaio  Carlo Filippo  Raspagni, nipote di Erminio Travi, che si trovava pochi metri più avanti della stessa via Vittorio Veneto. Qui conobbe Raspagni e questo incontro cambiò profondamente la sua vita. Venuto a conoscenza della sua esperienza giovanile con la falegnameria, gli propose infatti di collaborare all’attività del laboratorio incaricandolo di eseguire alcune fasi specifiche della costruzione.

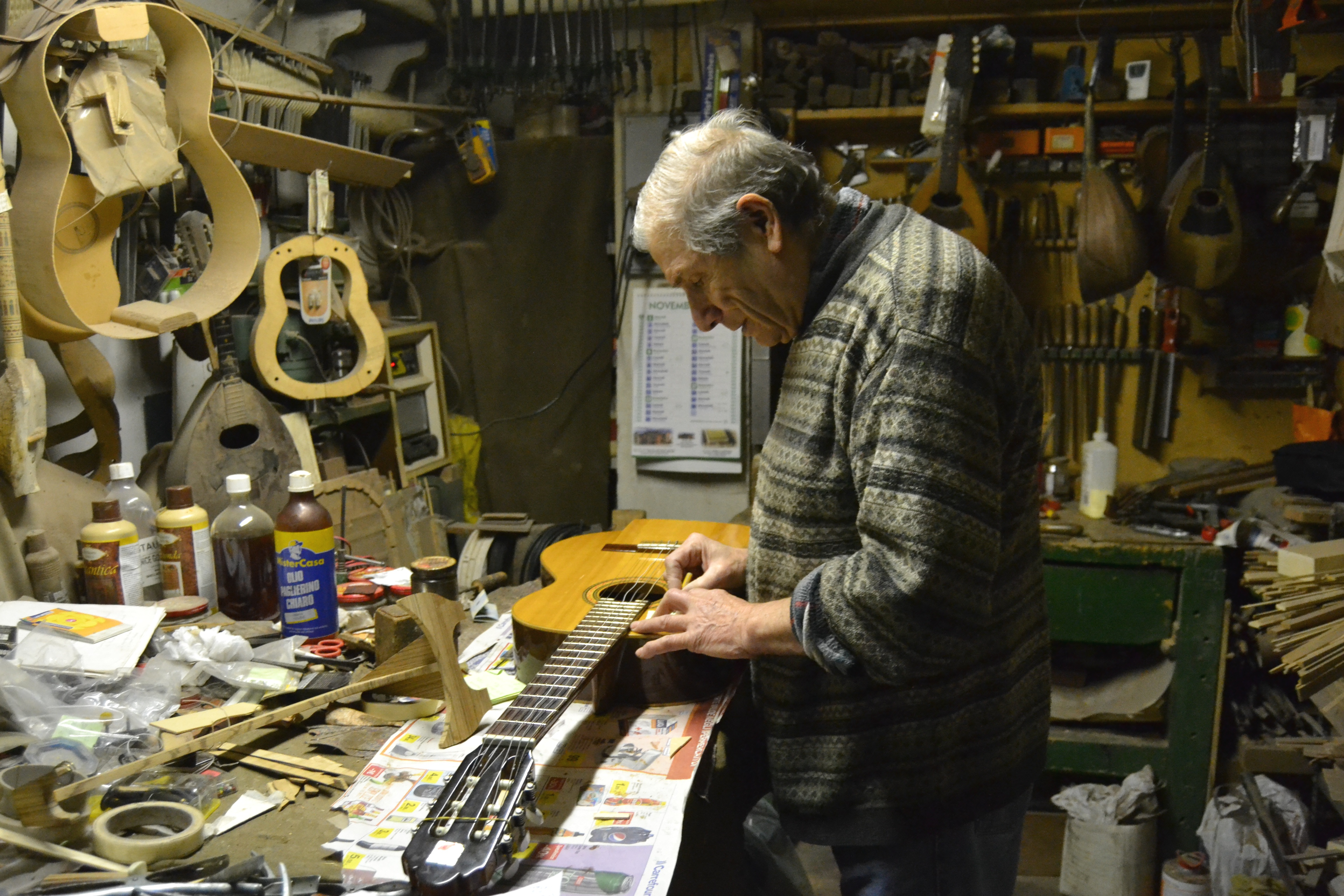
Gianni Pedrini nel suo laboratorio

Il rapporto professionale nonché la grande amicizia con Raspagni durerà per quasi trent’anni, fino alla morte di quest’ultimo, avvenuta nel 1999. Sotto la sua guida Pedrini sviluppa velocemente tecnica e abilità costruttiva, divenendo in pochi anni un liutaio sensibile e appassionato.
Oltre a collaborare con il suo maestro a Vignate, attrezza un laboratorio personale nei pressi della sua abitazione di Melzo, dove inizia a costruire chitarre classiche e acustiche col proprio nome, strumenti progettati principalmente su disegno Hermann Hauser e caratterizzati da un timbro intimo e dolce.
Uno strumento notevole per la grande sonorità che sviluppa tra quelli che costruisce è il modello di chitarra-arpa a 9 corde, con 7 catene sulla tavola, di cui la seconda catena dal lato dei bassi che si estende attraverso dei fori nelle catene trasversali sopra e sotto la buca fino alla camera di risonanza, dove ci sono altre catene più piccole. Sul lato degli acuti, anche la sesta catena dal lato dei bassi viaggia attraverso le catene trasversali sopra e sotto la buca.

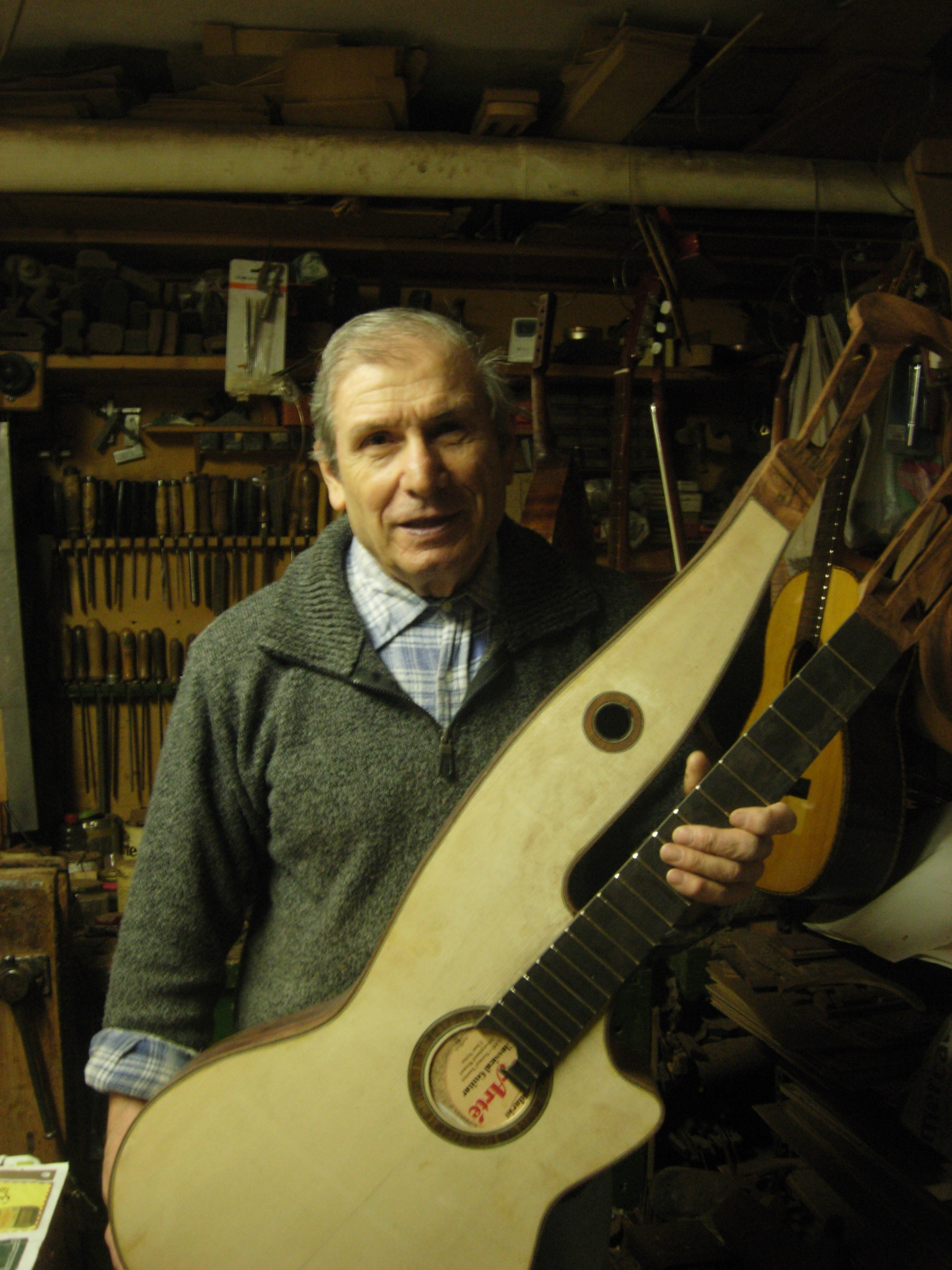
Gianni Pedrini con chitarra arpa

Due eventi luttuosi lo portano ad una grave crisi umana e creativa: la già citata scomparsa del suo maestro amico e, tre anni dopo, quella dell’amata moglie Angela.
Da questa crisi uscirà negli anni successivi, grazie anche al sostegno dei tanti amici chitarristi e liutai che hanno sempre apprezzato l’uomo e l’artista, dedicandosi con rinnovato entusiasmo a quello che si potrebbe definire il secondo periodo della sua produzione. Ed è a questo periodo che risalgono gli strumenti più riusciti e artisticamente maturi, caratterizzati da grande equilibrio, proiezione, sonorità e raffinatezza ebanistica.
Sempre in questo periodo il laboratorio di Melzo diventa punto d’incontro e di ritrovo per gli appassionati, tra cui il chitarrista e musicologo Giacomo Parimbelli e il direttore artistico dell’Atelier Chitarristico Laudense Mario Gioia, che promuoveranno l’opera di Pedrini attraverso innumerevoli mostre e concerti facendone apprezzare, in Italia e all’estero, le doti di Liutaio.
Gianni Angelo Pedrini si spegne all’età di ottantuno anni, il 3 novembre 2018.
Nel 2019 l'Associazione Bergamo Chitarra, con il patrocinio del Comune di Bergamo, gli conferisce il premio “Segovia Day”.

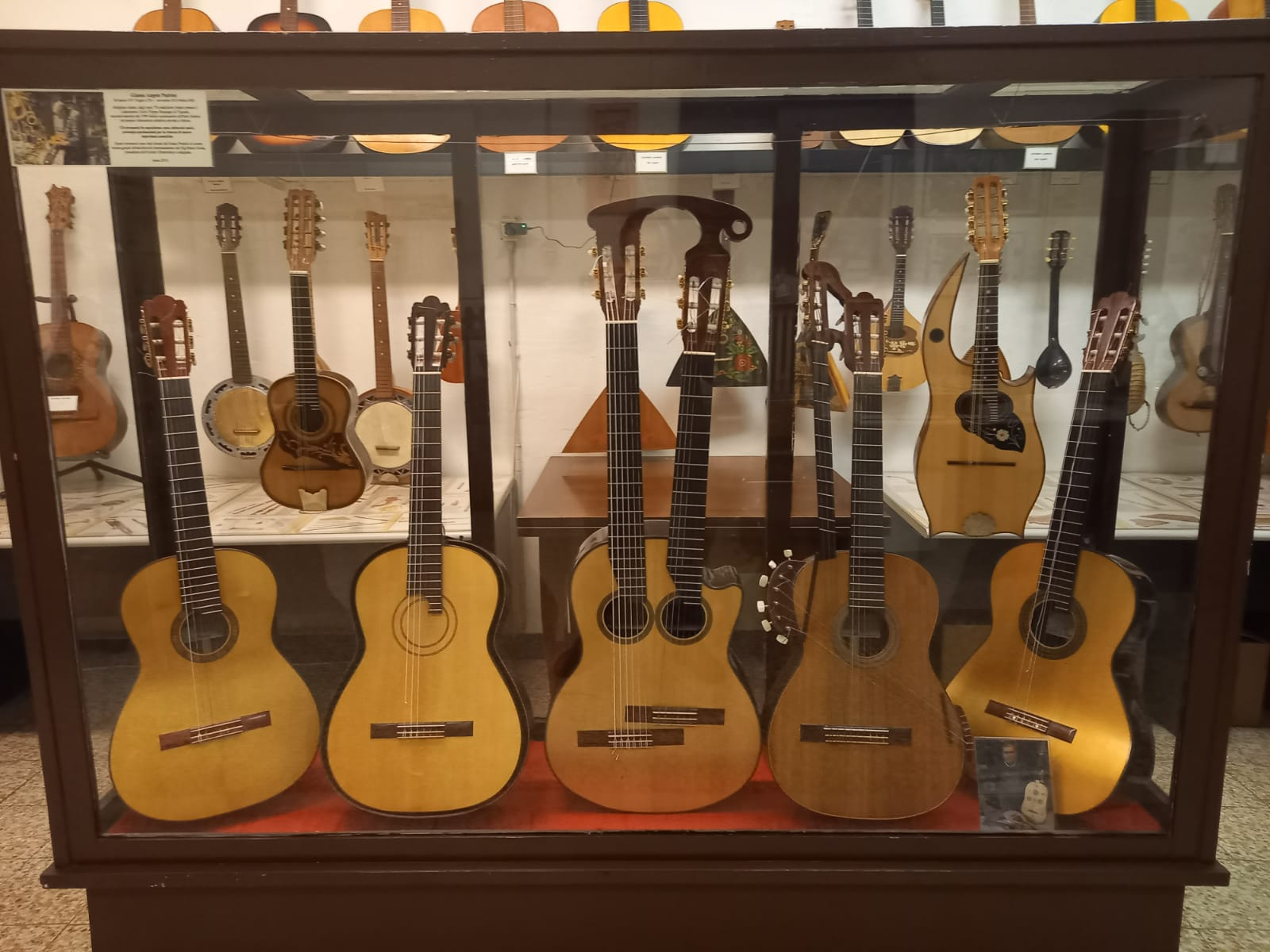
Teca con strumenti di Gianni Pedrini

Alcuni suoi strumenti sono oggi esposti, in una teca a lui dedicata, nel Museo  della musica  e degli strumenti musicali di Lodi (LO).